# رون سبينس
رون سبينس (بالإنجليزية: Ron Spence)‏ (7 يناير 1927 في المملكة المتحدة - 24 أبريل 1996 بدونكاستر في المملكة المتحدة) هو لاعب كرة قدم بريطاني في مركز نصف الجناح. لعب مع نادي يورك سيتي ونادي سكاربورو ونادي جوول ‏ وRossington Main F.C. ‏.